# ISO 3166-2:SA
ISO 3166-2:SA est l'entrée pour l'Arabie saoudite dans l'ISO 3166-2, qui fait partie du standard ISO 3166, publié par l'Organisation internationale de normalisation (ISO), et qui définit des codes pour les noms des principales administration territoriales (e.g. provinces ou États fédérés) pour tous les pays ayant un code ISO 3166-1.

## Province (13)
Les noms des subdivisions sont listés selon l'usage de la norme ISO 3166-2, publiée par l'agence de maintenance de l'ISO 3166 (ISO 3166/MA).
```
SA-14
 
'Asīr

SA-11
 
Al Bāḩah 

SA-12
 
Al Jawf

SA-03
 
Al Madīnah al Munawwarah

SA-05
 
Al Qaşīm

SA-08
 
Al Ḩudūd ash Shamālīyah

SA-01
 
Ar Riyāḑ

SA-04
 
Ash Sharqīyah

SA-09
 
Jāzān

SA-02
 
Makkah al Mukarramah

SA-10
 
Najrān

SA-07
 
Tabūk

SA-06
 
Ḩā'il
```

Historiques des changements
- 13 décembre 2011 : Remise en ordre alphabétique.
- 3 novembre 2014 : Modification des noms des subdivisions de SA-02, SA-03 et SA-09; mise à jour de la Liste Source